# 栄樹
栄樹（えいじゅ、生没年不詳）とは、江戸時代の浮世絵師。

## 来歴
鳥文斎栄之の門人、作画期は寛政の頃とされるがその他の事は不明。